# Karl Steigelmann
Karl Steigelmann – niemiecki strzelec, mistrz świata.

## Kariera
Podczas swojej kariery zdobył pięć medali na mistrzostwach świata – wszystkie podczas turnieju w 1939 roku. Indywidualnie został dwukrotnym mistrzem świata, wygrywając w karabinie małokalibrowym stojąc z 50 m oraz w karabinie małokalibrowym w trzech postawach z 50 m (w ostatniej konkurencji ustanowił rekord świata pobity dwa lata później przez Richarda Sturma). Ponadto z drużyną niemiecką został dwukrotnym wicemistrzem w strzelaniu z karabinu małokalibrowego stojąc i klęcząc oraz brązowym medalistą w postawie leżąc. W ostatnich dwóch konkurencjach Niemcy startowali w składzie: Walter Gehmann, Albert Sigl, Erich Spörer, Richard Sturm, Karl Steigelmann (w postawie stojąc w miejsce Gehmanna pojawił się Jakob Brod).
Był związany z Norymbergą (nieopodal Max-Morlock-Stadion znajduje się ulica jego imienia). Tuż po mistrzostwach świata w Lucernie (1939) wziął udział w „Strzelaniu Wyzwoleńczo-Braterskim” w Vorarlbergu, gdzie zwyciężył. 

## Medale mistrzostw świata
Opracowano na podstawie materiałów źródłowych:
| Mistrzostwa  | Konkurencja                                    | Wynik             | Miejsce |
| ------------ | ---------------------------------------------- | ----------------- | ------- |
| Lucerna 1939 | Karabin małokalibrowy, trzy postawy, 50 m      | 1167 pkt.         |         |
| Lucerna 1939 | Karabin małokalibrowy leżąc, 50 m, drużynowo   | 1974 pkt. (druż.) |         |
| Lucerna 1939 | Karabin małokalibrowy klęcząc, 50 m, drużynowo | 1936 pkt. (druż.) |         |
| Lucerna 1939 | Karabin małokalibrowy stojąc, 50 m             | 380 pkt.          |         |
| Lucerna 1939 | Karabin małokalibrowy stojąc, 50 m, drużynowo  | 1859 pkt. (druż.) |         |